# Chione (Tochter der Kallirrhoe)
Chione (altgriechisch Χιόνη Chiónē, deutsch ‚Schneeweiße‘) ist in der griechischen Mythologie die Tochter der Okeanide Kallirrhoë und des Neilos.
Servius erzählt ihren Mythos, um die Etymologie des griechischen Wortes für „Schnee“ zu erklären. Demnach lebt Chione auf dem Land, wo sie von einem Landmann ein nicht näher bestimmtes Leid erfährt. Hermes versetzt sie daraufhin auf Befehl des Zeus in die Wolken. Die Griechen aber nannten den Schnee χιών. Die Rache der Chione für das ihr durch einen Bauern zugefügte Unrecht zeigt sich im Schaden, den der fallende Schnee den Aussaaten bringt.